# Mount Sundberg
Mount Sundberg är ett berg i Antarktis. Det ligger i Östantarktis. Australien gör anspråk på området. Toppen på Mount Sundberg är 1 288 meter över havet.
Terrängen runt Mount Sundberg är huvudsakligen platt, men den allra närmaste omgivningen är kuperad. Trakten är obefolkad. Det finns inga samhällen i närheten. 